# القوة الديمقراطية الجديدة
القوة الديمقراطية الجديدة (بالإسبانية: Nueva Fuerza Democrática) هو حزب سياسي محافظ في كولومبيا. في الانتخابات التشريعية التي أجريت في 10 مارس 2002، فاز الحزب كواحد من العديد من الأحزاب الصغيرة بالتمثيل البرلماني.